# Le Theil-Nolent
Le Theil-Nolent is een gemeente in het Franse departement Eure (regio Normandië) en telt 186 inwoners (1999). De plaats maakt deel uit van het arrondissement Bernay.

## Geografie
De oppervlakte van Le Theil-Nolent bedraagt 4,1 km², de bevolkingsdichtheid is 45,4 inwoners per km².
De onderstaande kaart toont de ligging van Le Theil-Nolent met de belangrijkste infrastructuur en aangrenzende gemeenten.

## Demografie
Onderstaande figuur toont het verloop van het inwonertal (bron: INSEE-tellingen).